# Roberto Gualtieri
Roberto Gualtieri (Roma, 19 de julho de 1966) é um historiador, acadêmico e político italiano, desde 21 de outubro de 2021 prefeito de Roma.
De 7 de junho de 2009 a 5 de setembro de 2019, foi membro do Parlamento Europeu pelo Partido Democrata (PD), presidindo à Comissão dos Assuntos Econômicos e Monetários de 2014 até à sua nomeação como ministro .
Foi Ministro da Economia e Finanças de 5 de setembro de 2019 a 13 de fevereiro de 2021 e foi eleito deputado em 1 de março de 2020 por ocasião da eleição suplementar convocada para preencher a vaga deixada por Paolo Gentiloni após a sua nomeação como Comissário Europeu.

## Biografia
Depois de ter cursado o colégio clássico Ennio Quirino Visconti na capital italiana e ter se formado em Letras, obteve o doutorado em Ciências Históricas pela Escola Superior de Estudos Históricos de San Marino. Gualtieri é professor associado de história moderna na Universidade de Roma "La Sapienza" e é vice-diretor da Fundação Instituto Gramsci. É autor de vários livros e artigos sobre a história italiana e internacional do século XX e sobre o processo de integração europeia. Contribui para vários jornais e revistas e dirigiu o Relatório Anual sobre Integração Europeia para o editora Il Mulino. 
Gualtieri inscreveu-se na Federação da Juventude Comunista Italiana, e em 1985 acertou sua filiação ao Partido Comunista Italiano, tendo posteriormente defendido durante anos a Esquerda Democrata: primeiro fazendo parte do secretariado de Roma e depois do conselho nacional, antes de ajudar a redigir o Manifesto pelo Partido Democrata e entrar na liderança do partido em 2008.
Em 2007 foi eleito para a Assembleia Nacional do Partido Democrata , em 2008 ingressou na Direção Nacional, onde foi reeleito em janeiro de 2014.

### Membro do Parlamento Europeu
Em 2009, foi eleito eurodeputado pelo Partido Democrata no círculo eleitoral central da Itália.
Em 2016, a revista Politico colocou-o entre os oito eurodeputados mais influentes do Parlamento Europeu.
Durante o seu mandato, presidiu a um número recorde de 157 trílogos (negociações interinstitucionais entre a Comissão, o Parlamento e o Conselho para definir as normas europeias).

### Ministro da Economia e Finanças
Em 5 de setembro de 2019, Gualtieri se torna Ministro da Economia e Finanças no segundo governo Conte, sucedendo Giovanni Tria. Ao mesmo tempo, renunciou ao cargo de deputado europeu.

### Deputado Nacional
Após a renúncia de Paolo Gentiloni ao cargo de deputado, em 26 de janeiro de 2020, é indicado como candidato concorrendo à eleição para a Câmara dos Deputados, apoiado pela coligação de centro-esquerda (PD - IV - EV - Art.1 - SI - PSI - DemoS ), onde foi eleito em 1 de março.

### Candidatura a Prefeito de Roma
Em 9 de maio de 2021, anunciou que concorreria à prefeitura de Roma em vista das eleições administrativas de outubro e, em 20 de junho, venceu as primárias de centro-esquerda com 60,64% dos votos.